# Mac (pel·lícula)
Mac és una pel·lícula dramàtica de 1992 escrita, dirigida i protagonitzada per John Turturro. La pel·lícula és el debut com a director de Turturro i el personatge principal està basat en el seu pare, Nicola "Nicholas" R. Turturro, a qui està dedicada la cinta. Va ser rodada a Nova York i estrenada en el Festival de Cannes de 1992, on Turturro va guanyar el premi Càmera d'or. A més va rebre dues nominacions en els premis Independent Spirit. Ha estat doblada al català.

## Argument
L'any 1954, en un barri d'immigrants italians del districte de Queens, Nova York, els germans Vico (Michael Badalucco), Bruno (Carl Capotorto) i Niccolo "Mac" Vitelli (John Turturro) són tres constructors que continuen amb la tradició familiar i l'ocupació del seu pare després que aquest mor. Al principi treballen per Polowski (Olek Krupa), que treballa de manera mesquina i enganyosa. Quan els germans ja no poden treballar per a l'insuportable Polowski, decideixen fundar la seva pròpia companyia. Junts, els germans Vitelli comencen a construir cases amb orgull i cura. No obstant això, Mac es torna un insuportable addicte al treball, amb una preocupació obsessiva per la qualitat del treball i una increïble atenció cap als detalls. La seva intensitat i ambició l'exclouen de la seva família, i allunyen als seus despreocupats germans de la seva empresa constructora en ple creixement.

## Repartiment
- John Turturro: Niccolo "Mac" Vitelli
- Michael Badalucco: Vico Vitelli
- Katherine Borowitz: Alice Stunder
- Carl Capotorto: Bruno Vitelli
- Nicholas Turturro: Tony Gloves
- John Amos: Nat
- Olek Krupa: Polowski
- Ellen Barkin: Oona Goldfarb
- Steven Randazzo: Gus
- Dennis Farina: Mr. Stunder
- Mike Starr: Bomber
- Joe Paparone: Papa Vitelli
- Aida Turturro: Esposa
- Amedeo Turturro: Nen
- Harry Bugin: Pacient
- Mario Todisco: Joe the Mule

## Antecedents
Turturro va començar a escriure la història basant-se en la vida del seu pare, Nicola "Nicholas" R. Turturro (1925-1988), un obrer i fuster italià. El primer resultat del projecte va ser una obra de teatre dirigida a principis dels anys 1980, desenvolupada per Turturro i el guionista Brandon Cole. Entre 1981 i 1983, Turturro va dirigir i interpretar el paper principal de l'obra, llavors titulada Steel on Steel, amb Cole com a col·laborador i Michael Badalucco entre els actors. Cap a 1986, la peça era una obra d'un acte titulada The Worker's Life. Va ser dirigida en el recinte Off-Off-Broadway Ensemble Productora Theatre, sent dirigida en aquella ocasió per Aidan Quinn i comptant amb les actuacions de John Spencer, Stanley Tucci, Bruce MacVittie i Turturro.
Posteriorment va escriure el guió per al film. Durant la filmació d'El color dels diners (1986), Turturro li va mostrar el guió de Mac a Martin Scorsese amb la intenció que aquest dirigís la pel·lícula. Scorsese no va poder encarregar-se de la direcció en estar ocupat amb altres projectes, però li va donar consells a Turturro durant la preproducció. També va rebre suggeriments per part dels germans Coen i Spike Lee, directors amb qui havia treballat anteriorment. A més com a preparació va filmar una versió curtmetratge de Mac.
El curtmetratge, de 18 minuts de durada, va ser finançat per MTV. No obstant això, el finançament del llargmetratge no va ser fàcil d'aconseguir a causa que llavors el nom de Turturro no era prou conegut i la resta dels actors involucrats en el projecte tampoc ho eren. El resultat del curtmetratge, al costat de la incorporació de l'actriu Ellen Barkin, van ajudar per aconseguir el suport de Columbia TriStar Home Video.

## Producció
La pel·lícula va ser dirigida de forma independent, part dels diners per finançar-la van ser invertits pel mateix Turturro. El pressupost estimat de la cinta va ser de tres milions de dòlars. La filmació es va dur a terme a Staten Island, districte de Nova York. Des de la seva concepció fins a la seva finalització, el projecte va trigar al voltant de dotze anys a dur-se a terme.

## Recepció
El film va ser estrenat el 19 de febrer de 1992 a Nova York i més tard va arribar als cinemes de 30 ciutats més. Va ser projectada en el Festival de Canes de 1992 on Turturro es va endur el premi Càmera d'or.
Mac va rebre crítiques en la seva majoria positives. En el lloc Rotten Tomatoes la pel·lícula va obtenir un 70% de crítiques positives, d'un total de deu. El crític Roger Ebert li va donar una puntuació de 3,5 sobre 4. Todd McCarthy de Variety va escriure: "En l'excèntric humor dels seus personatges i apassionades erupcions d'emoció, Mac continua la línia del cinema nord-americà que va començar John Cassavetes i que va ser abordada, més prominentment, per Martin Scorsese". McCarthy a més va elogiar la descripció "genuïna" dels personatges i les actuacions dels actors principals. Vincent Canby de The New York Times va afirmar que "el resultat és una pel·lícula rica en personatges i escenes" i va agregar que "El Sr. Turturro s'ha escrit un bon paper i el realitza de manera bella". Encara que la cinta no va convèncer del tot al crític James Berardinelli, que li va donar un puntuació de 2,5 sobre 4, però va elogiar l'originalitat de la temàtica i va comentar: "Les millors parts de la pel·lícula descriuen les etapes del començament d'un nou negoci i la construcció de cases".
A més va ser ben rebuda per directors estatunidencs com Robert Altman que va declarar que Mac va ser "una de les pel·lícules més apassionades que hagi vist mai". Un altre director, Jonathan Demme també va aprovar la pel·lícula, mentre que Martin Scorsese va comentar que Mac té una "honestedat i veritat... rares vegades vista abans en pantalla".